# گلدستون (استرالیای جنوبی)
گلدستون (به انگلیسی: Gladstone) یک شهرک در استرالیا است که در استرالیای جنوبی واقع شده‌است.